# Unterpleichfeld
Unterpleichfeld település Németországban, azon belül Bajorországban. Lakosainak száma 3243 fő (2023. december 31.). Unterpleichfeld Bergtheim és Hausen bei Würzburg községekkel határos.

## Népesség
A település népessége az elmúlt években az alábbi módon változott:
| Lakosok száma | 731  | 1021 | 2133 | 2376 | 2816 | 2853 | 3008 | 2997 | 3108 | 3243 |
|               | 1875 | 1950 | 1975 | 1987 | 2012 | 2014 | 2016 | 2017 | 2021 | 2023 |